# هجمات البالونات الحارقة

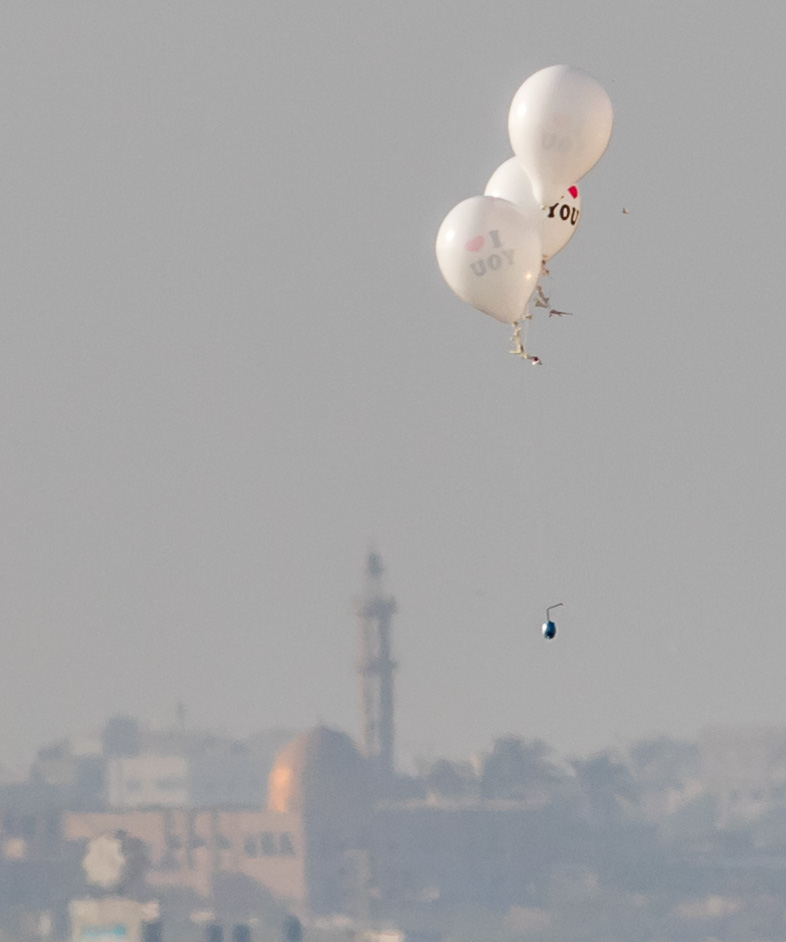
بالونات الهيليوم المحملة بمواد قابلة للاشتعال اطلقت من مخيم البريج بقطاع غزة

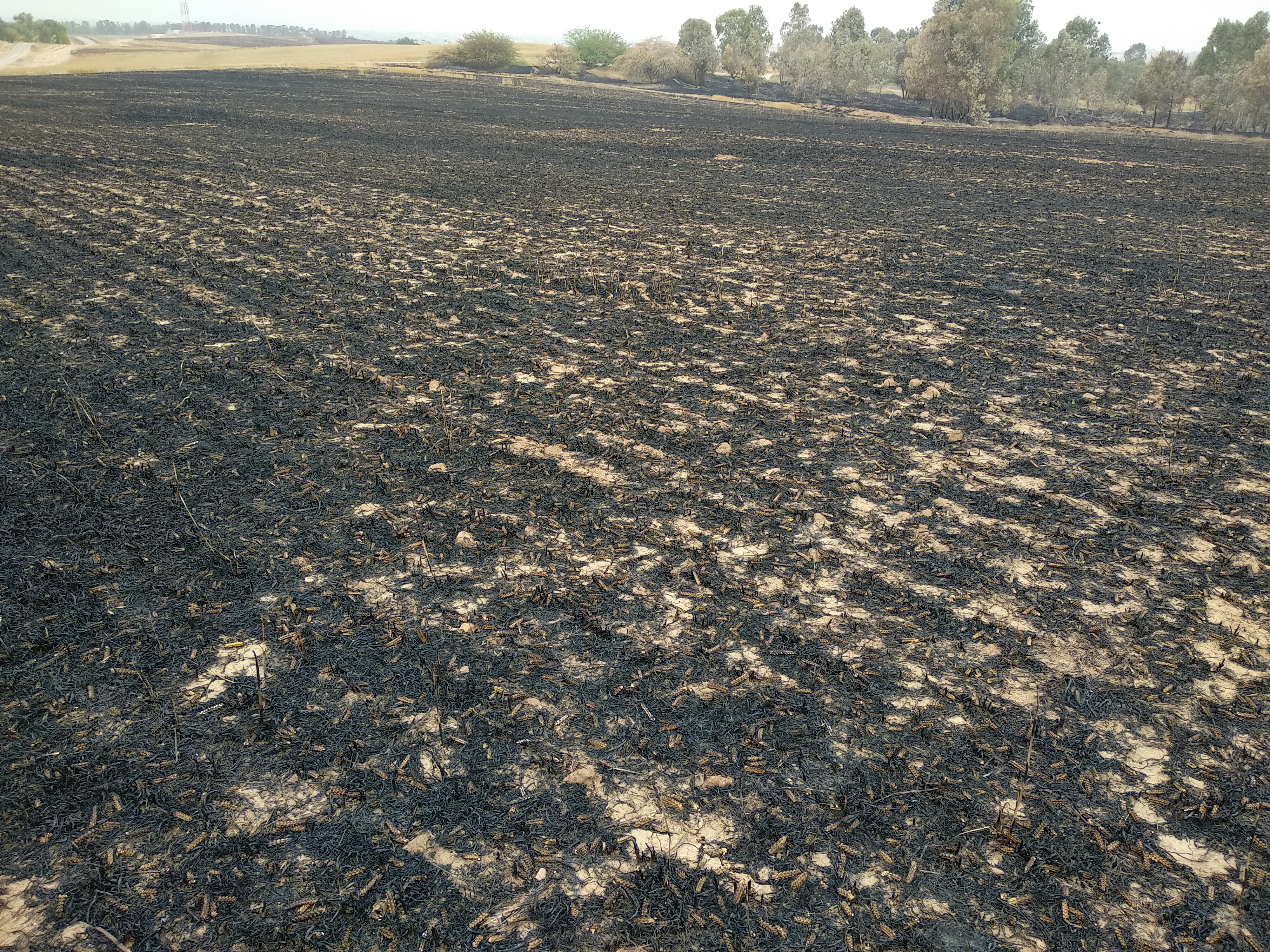
حقول محترقة بالطائرات الورقية بالقرب من بئيري

أطلقت الموجة الأولى من هجمات البالونات الحارقة على إسرائيل من قطاع غزة باستخدام القنابل الحارقة المحمولة جواً (بالونات حارقة، طائرات ورقية حارقة، إلخ) في مايو 2018 خلال احتجاجات غزة 2018. وتستفيد هذه الهجمات من الرياح الغربية التي تدفع القنابل المحمولة جواً نحو إسرائيل، وأدت الحرائق إلى حرق الموائل والأنظمة البيئية والحقول الزراعية.

## تاريخ
منذ بداية الاحتجاجات على الحدود، استخدمت الطائرات الورقية الحارقة، وهي سلاح بدائي وغير مكلف تمكن من تجنب اكتشافه من قبل مراقبة الجيش الإسرائيلي. في بعض الحالات، تمكن الفلسطينيون من إسقاط طائرات المراقبة التابعة للجيش الإسرائيلي باستخدام المقاليع بينما كانت الطائرات تحاول اعتراض الطائرات الورقية الحارقة. وبحلول أوائل مايو/أيار 2018، أطلقت مئات من هذه الطائرات الورقية باتجاه إسرائيل، التي أدت إلى احتراق مئات الدونمات من غابات الصندوق القومي اليهودي، وتقدر الأضرار بنصف مليون شيكل. وأن استعادة الغطاء النباتي والتربة التي حرقت قد يستغرق عدة سنوات. وفي 2 أيار/مايو، اندلع حريق هائل في غابة بئيري، مما أدى إلى تدمير مئات الدونمات من الأراضي الحرجية.
منذ 7 مايو 2018، بدأ استخدام طريقة أبسط تزداد بشكل متزايد: البالونات الحارقة التي تحمل زجاجات مولوتوف مشتعلة، والتي تُطلق من قطاع غزة بالإضافة إلى الطائرات الورقية. تتميز هذه البالونات بمدى أطول مقارنة بالطائرات الورقية. عندما تشتعل زجاجة المولوتوف، تنفجر البالونات في الهواء، مما يؤدي إلى سقوط المواد المحترقة وإشعال الحرائق في سبعة مواقع مختلفة. تشمل هذه الحوادث حريقًا في حقل قمح بالقرب من ميفالسيم وآخر في غابة بئيري. منذ أوائل أبريل أبلغ عن إطلاقات متفرقة لهذه البالونات، إلا أن استخدامها تصاعد بشكل كبير منذ مايو.
في 11 مايو، نشرت القوات الإسرائيلية طائرات صغيرة جديدة يتم التحكم فيها عن بعد ومجهزة بسكاكين على أجنحتها لمكافحة الطائرات الورقية الحارقة عن طريق قطع خطوط توجيهها. وفقًا للتقارير، أسقطت هذه الطائرات أكثر من 40 طائرة ورقية في اليومين الأولين. ومع ذلك، أثبتت هذه الطريقة في النهاية عدم فعاليتها.
بحلول يوليو 2018، تسببت الطائرات الورقية والبالونات الحارقة في 678 حريقًا في إسرائيل، حيث أحرقت 910 هكتارات (2,260 فدانًا) من الغابات و610 هكتارات (1,500 فدان) من الأراضي الزراعية. هبطت بعض البالونات في المناطق السكنية لمجلسي إشكول وسدوت النقب الإقليميين، على الرغم من عدم الإبلاغ عن إصابات. وصلت مجموعة من البالونات إلى بئر السبع، التي تقع على بعد حوالي 40 كيلومترًا (25 ميلاً) من قطاع غزة.
استجابة للهجمات الحارقة المتصاعدة، اتخذت إسرائيل إجراءات. في 9 يوليو 2018، أغلقت إسرائيل معبر كرم أبو سالم، وفي 16 يوليو، توقفت نقلات الغاز والوقود عبر المعبر. وأبلغ عن استمرار الهجمات الجوية الحارقة في الأعوام 2019، و2020 (في أغسطس 2020، توقفت شحنات الوقود إلى قطاع غزة مرة أخرى، استجابة لاستئناف الهجمات الحارقة، مما تسبب في إغلاق محطة الطاقة الوحيدة في قطاع غزة)، و2021.
لمكافحة الشكل الجديد من الهجمات، كانت الطريقة الوحيدة الموثوقة هي المراقبة المستمرة وإطفاء الحرائق يدويًا. في فبراير 2020، تم نشر نظام سلاح ليزر جديد (السيف الضوئي "لاهاف أور") كتجربة تشغيلية على حدود غزة ضد الطائرات الورقية والبالونات.

## تحفيز
وقال أحد أعضاء وحدة أبناء الزواري، المسؤولة عن العديد من هجمات الحرق المتعمد، في مقابلة: 
"نحن، كفلسطينيين، لا نعترف بهذه الحقول على أنها تنتمي إلى العدو. هذه أراضينا، والحقول المزروعة عليها ليست لهم بحق. هذه أراضينا، ونحن لدينا الحق فيها. نقول لهم: لن نسمح لكم بزراعة أراضينا والاستمتاع بها. سنحرق حقولكم، التي تحصدونها لدفع ثمن الرصاص الذي تستخدمونه لإطلاق النار على الأطفال والمتظاهرين السلميين العزل."

## الضرر البيئي
تسببت الحرائق الناتجة في إلحاق الضرر بالحياة البرية والموائل والنظم البيئية. بينما من المرجح أن تتعافى الحقول الزراعية بسرعة نسبية، لا يمكن قول الشيء نفسه عن الحياة البرية في المناطق المحمية. في عام 2018، أفادت سلطة الطبيعة والحدائق الإسرائيلية أن قرابة 10 كيلومترات مربعة من مناطق الحفظ تأثرت. على الرغم من أن الكثير من النباتات من المتوقع أن تعود خلال عام، فإن التعافي الكامل للنظام البيئي سيستغرق وقتًا أطول بكثير.
وفقًا للتقارير، فقد قتلت أعداد كبيرة من الحيوانات الكبيرة مثل الثعالب، القنافذ، والضباع، بالإضافة إلى المخلوقات الصغيرة مثل القوارض، الأفاعي، والحشرات. ونظرًا لصغر حجم المحميات المجاورة لغزة، فإن تأثير الحرائق على هذه المناطق كبير بشكل غير متناسب.
ومن بين المناطق المحمية المتضررة محمية بيري بادلاندز الطبيعية ومحمية كرميا ساندز الطبيعية ومحمية بيسور ستريم الطبيعية.